# Ringmaster
Ringmaster (Español: El Maestro de las Ceremonias) es un supervillano que aparece en los cómics estadounidenses publicados por Marvel Comics. Ringmaster es más conocido en el Universo Marvel como Maynard Tiboldt, que debutó en The Incredible Hulk #3 (septiembre de 1962) y es el líder del Circo del Crimen.

## Historial de publicaciones
Un villano conocido como el Ringmaster of Death apareció en Captain America Comics #5 (agosto de 1941). Este personaje también apareció mucho más tarde en un flashback en Captain America #112 (abril de 1969).
El segundo Ringmaster es Maynard Tiboldt. Desde su primera aparición en The Incredible Hulk #3, se ha convertido en un oponente un tanto patético y desafortunado para prácticamente todos los héroes del universo Marvel, desde Spider-Man hasta Howard el pato. Es un hombre alto y delgado que luce un bigote Fu Manchú y se viste con una variación verde del traje tradicional de maestro de ceremonias de circo. Habiendo adquirido un generador de ondas de hipnosis creado originalmente por Cráneo Rojo y montado dicho dispositivo en el sombrero de copa de su traje, el modus operandi habitual de Ringmaster es llevar al autonombrado «Circo del Crimen» a una comunidad y robar a su ciudadanía local mientras asisten al circo. Casi todas las apariciones de Ringmaster terminan con él de vuelta en la cárcel, después de haber sido derrotado por su enemigo actual.

## Biografía

### Fritz Tiboldt
Ringmaster es un agente nazi, cuyo circo era una tapadera para asesinar a funcionarios del gobierno de Estados Unidos. Viajó con el enano Tommy Thumb; el encantador de serpientes Omar; el forzudo Zandow y el Trapeze Trio. Después de asesinar a un sargento estadounidense con un tigre, el Capitán América y Bucky sospechan de sus actividades. Ringmaster secuestra a Betsy Ross y los héroes lo rastrean a él y su circo y derrotan a los enemigos.
Más tarde, Fritz y su esposa fueron asesinados por los nazis por su derrota a manos del Capitán América. Tras la introducción de Maynard Tiboldt, se reveló que Fritz era su padre.

### Maynard Tidboldt
Maynard Tiboldt nació en Viena, Austria, hijo de Fritz y Lola Tidboldt. Heredó el circo cuando sus padres fueron asesinados.
Ringmaster es un hombre sin poderes con un sombrero único que está diseñado para hipnotizar a la gente para tomar el  control completo sobre sus acciones. En un principio, viajó a través de América como el gerente, director y maestro de ceremonias de su pequeño circo itinerante, que en realidad era una fachada para su «Circo del Crimen» formado por Cañón Humano, el Payaso, Bruto el Fuerte, Gran Gambonnos (dos hermanos acróbatas) y la Princesa Python, la encantadora de serpientes. Durante su espectáculo, Ringmaster hipnotiza a la multitud y envia a sus lacayos a robarles sus objetos de valor. En una ocasión logró esclavizar a Hulk cuando estaba bajo el control de Rick Jones. Sin embargo, Hulk lo capturó cuando trató de escapar en un carruaje.
Llevó este acto a Nueva York, donde es derrotado por Spider-Man y Daredevil. Después de este fracaso, abandonó brevemente el Circo del Crimen, que se convirtió en el Masters of Menace dirigidos por el Payaso, regresó a robar el botín de sus antiguos asociados luego de que fueron capturados por Spider-Man, pero fue capturado también por la policía.
Ringmaster intentó reclutar a los Vengadores Ojo de Halcón, Quicksilver y Bruja Escarlata, pero fue derrotado por ellos. Más tarde planeó hacer estallar la Mansión de los Vengadores durante la boda de Yellowjacket y Avispa, aunque derrotó a Jarvis, fue vencido por los Vengadores. Tiempo después controló mentalmente a Ulik, pero fue derrotado por Thor. Con Blackwing, se enfrentó a Daredevil una vez más. También luchó contra Power Man y Goliat Negro. Ringmaster más tarde ayudó a Namor y Shroud a entrar a Latveria en secreto.  Posteriormente capturó a la ninfa marina Meriam y peleó con Hulk de nuevo.
Ringmaster más tarde intentó reclutar a Howard el pato, pero fue derrotado por él e Iris Raritan. Ringmaster combatió a Thing, Iceman y Giant-Man,  controló mentalmente a Hulk para enfrentarlo a Hombre Dragón, y fue contratado por Headmen para probar la fuerza e invulnerabilidad de She-Hulk. Intentó reformar se, pero ayudó al Circo del Crimen para que escapara de la policía, después de luchar contra Power Pack. Fue liberado de prisión en la custodia de Doc Samson, y ayuda en la terapia que crea a Hulk fusionado.
Más adelante, tiene una cirugía en sus ojos lo que le permite usarlos para hipnotizar a la gente. Como «Martin Thraller», Ringmaster usa su hipnosis para postularse como presidente de los Estados Unidos hasta que es detenido por Deathlok.
Ringmaster viajó a Tíbet y robó un anillo creado por Mandarín, hecho con un fragmento de un cubo cósmico. El anillo le permite manipular la realidad dentro de un radio de quince pies y ataca Nueva York, donde lucha con Spider-Man, Caballero Luna y Daredevil para ser vencido finalmente por Punisher.
Durante Civil War, Ringmaster y el Circo del Crimen está nentre los villanos caprutados por Iron Man y agentes de S.H.I.E.L.D.
Ringmaster pone en marcha un plan para hipnotizar a personas ancianas para que roben para él, pero es frustrado por Howard el pato, y Talos el Indómito.
Durante Secret Empire, el Barón Zemo recluta a Ringmaster junto con el Circo del Crimen para unirse a su Ejército del Mal.

## Poderes y habilidades
Aunque no tiene superpoderes, el arma principal de Ringmaste es el potente dispositivo de control mental portátil que lleva oculto en su sombrero de copa. Este dispositivo es una versión portátil de la nullatron, que fue diseñado originalmente por  científicos nazis durante la Segunda Guerra Mundial y utilizado por Craneo Rojo contra los invasores en 1942. La versión en el sombrero ha sido modificada por él, tiene un disco giratorio en su parte delantera que puede lanzar un rayo hipnótico para controlar la mente de los demás, amplificando su talento hipnótico natural. 
Tiboldt después tuvo discos hipnóticos injertados quirúrgicamente en sus ojos. Estos implantes le permiten controlar mentes, pero aún requiere su sombrero para  hipnotizar a grandes multitudes. Individuos con voluntad suficientemente fuerte son capaces de resistir su hipnosis de pista si no ven el disco giratorio. Personas como Doc Samson tienen acceso a gafas especiales para neutralizar la tecnología de Ringmaster.
Con el Anillo Cósmico, Tiboldt ganó la capacidad de alterar la realidad en un radio de 15 pies (4,6 m) en torno a él.

## En otros medios

### Televisión
- Ringmaster aparece en el segmento de Hulk de Marvel Super Heroes.
- Ringmaster aparece en Las nuevas aventuras de Spider-Man, episodio «Carnaval del Crimen», con la voz de Stan Jones.[28]
- Ringamster aparece en The Avengers: United They Stand. Episodio «Viene un espadachín», expresado por Normand Bissonnette.[28]
- Ringmaster aparece en The Super Hero Squad Show interpretado por Carlos Alazraqui.[29]
- Ringmaster aparece en la primera temporada de Avengers Assemble, episodio «Crimen y Circo», con la voz de Fred Tatasciore.[28] Esta versión usa guantes de lanzallamas además de su sombrero de copa y puede desaparecer en una nube de humo.
- Maynard Tiboldt aparece en la segunda temporada de Jessica Jones, interpretado por Ben Van Bergen. Esta versión es un hipnoterapeuta, como una referencia a sus habilidades de los cómics, quien es contratado por Trish Walker para evaluar a Jessica Jones y tratar de descubrir recuerdos enterrados de su tiempo como paciente de IGH. Jessica en cambio insulta a sus métodos y educadamente se va con Trish disculpándose. Más tarde, Jessica admite que «hizo una mella» cuando mencionó la apertura de puertas.[30]

### Videojuegos
- Ringmaster aparece en una ficción interactiva del juego Spider-Man para varios ordenadores de 8 bits en la década de 1980.